# Sebastian Kneipp
Sebastian Kneipp (17. svibnja 1821. – 17. lipnja 1897.) bio je njemački katolički svećenik i jedan od rodonačelnika pokreta pseudoznanstvene naturopatske medicine. Najčešće ga se povezuje s „Kneippovim liječenjem” oblikom hidroterapije (često nazivanim „Kneippovom terapijom” ili „Kneippizmom”, primjenom vode različitim metodama, temperaturama i pritiscima, za koje je tvrdio da imaju terapijske ili ljekovite učinke, pa na tim osnovama izgrađeno i nekoliko bolnica u Bad Wörishofenu.
Iako se najčešće povezivao s jednim područjem prirodnog liječenja, Kneipp je bio zagovornik čitavog sustava liječenja koji je počivao na pet glavnih načela: 
- Hidroterapija – korištenje vode za liječenje bolesti

- Fitoterapija – Korištenje botaničkih lijekova bila je još jedna Kneippova specijalnost

- Tjelovježba – Promicanje zdravlja tijela kroz kretanje

- Prehrana – zdrava prehrana od cjelovitih žitarica, voća i povrća s ograničenim unosom mesa.

- Ravnoteža – Kneipp je vjerovao da zdrav duh rađa zdravog čovjeka

## Rani život
Kneipp je rođen 1821. godine u Bavarskoj. Njegov otac je bio tkalac, a Kneipp je učio za tkalca do svoje 23. godine kada se počeo obučavati za svećenika. Matthias Merkle, svećenik u Grönenbacku počeo ga je podučavati, ali Kneipp se razbolio od tuberkuloze 1847. godine. Kneipp je bio toliko bolestan da ga je liječnik posjetio oko 100 puta u svakoj od posljednje dvije godine studija. Dok je Kneipp bio bolestan, počeo je čitati mnoge knjige i pronašao je svoju bolest opisanu u knjizi o liječenju vodom. Godine 1850. Kneipp je upoznao studenta sjemeništa Georgianum u Münchenu koji je također bio bolestan i s njim je dijelio lijekove vodom. I Kneipp i njegov prijatelj u Georgianumu su se oporavili od svojih bolesti i sa svojim obnovljenim zdravljem Kneipp je mogao završiti studij. Za katoličkog svećenika zaređen je 1852. godine.

## Pozadina
U 19. stoljeću došlo je do popularnog oživljavanja primjene hidroterapije, koje je oko 1829. godine potaknuo Vincent Priessnitz, seljak u Gräfenbergu, tada dijelu Austrijskog Carstva. Ovo oživljavanje nastavio je Kneipp, "sposoban i entuzijastičan sljedbenik" Priessnitza, "čije je djelo preuzeo tamo gdje ga je Priessnitz ostavio",  nakon što je naišao na raspravu o liječenju hladnom vodom. U Worishofenu, dok je služio kao ispovjednik u samostanu, počeo je nuditi tretmane hidroterapije, botaničke tretmane, tjelovježbu i prehranu ljudima koji su živjeli u selu. Neki od njegovih predloženih tretmana uključivali su "ledene kupke i hodanje bosih nogu po snijegu" i druge "oštre" metode. Godine 1893. M. E. Bottey opisao je Kneippove kure vodom kao "opasne u većini slučajeva". Worishofen je postao poznat kao mjesto s reputacijom duhovnog iscjeljivanja. Osim "seljaka", Kneippovi klijenti bili su i austrijski nadvojvoda Franz Ferdinand i njegov otac, nadvojvoda Karl Ludwig, kao i papa Leon XIII. Drugi su Kneippove postupke prenijeli u svoje domovine kako bi tamo osnovali toplice i fakultete za alternativnu terapiju.

## Hidroterapija
Kneipp je počeo razvijati svoje metode liječenja 1849. nakon što je obolio od tuberkuloze i eksperimentirao s tretmanima vodom koje je razvio Sigmund Hahn. Nakon što je 1852. zaređen, nastavio je eksperimentirati s tretmanima vodom u svojoj župi. Kneipp je počeo raditi s kurama koje je razvio Vincenz Priessnitz, ali je razvio kompliciraniju i nježniju metodu. Njegove nježne kure suprotstavljaju se ranijim kurama vodom koje je nazivao konjskim kurama zbog njihove naporne prirode. Kneippovo liječenje pacijenata također se razlikovalo od bolničke medicine jer je bilo personalizirano i uzimalo je u obzir individualne snage i slabosti pacijenta.
Kneippov pristup proizlazi iz njegove teorije da sve bolesti nastaju u krvožilnom sustavu. Ova je teorija slična humoralnoj teoriji. Poput onih koji su vjerovali u humoralnu teoriju, Kneipp je tvrdio da bi udisanje mijazmatičnog ili pretjerano vrućeg zraka dovelo do bolesti.Iako se možda bavi jednim humorom umjesto četiri, njegova teorija i dalje tvrdi da je neravnoteža u krvi, bilo da se radi o cirkulaciji ili stranim tvarima, korijen bolesti. Prema Kneippovom prikazu bolesti, liječenje vodom djeluje tako što utječe na krv. Ono otapa strane tvari, čisti krv od tih tvari, pomažu u cirkulaciji i jača tijelo u cjelini.

## Životni stil
Osim specifičnih lijekova, Kneipp je imao recepte za hranu, piće i odjeću. Smatrao je da hrana treba biti suha i jednostavna te da ne smije biti začinjena. Također je smatrao da ljudi trebaju piti prvenstveno vodu, ali je također dopuštao umjerenu konzumaciju alkohola. Što se tiče odjeće, Kneipp je davao prednost samo odjeći od platna ili konoplje a u odnosu na vunu.

## Osobna ideologija
Kneippov pristup medicini nije bio neovisan o njegovoj katoličkoj vjeri. Njegov fokus na vodi i bilju proizlazi iz ideje da lijekove prirodno osigurava Bog.Njegov naglasak na jednostavnoj hrani, piću i odjeći dolazi iz teorije da ljudi trebaju živjeti u skladu s prirodom. Koristio je sveto pismo kao i reference na rimsku praksu kako bi podržao obrazloženje iza svog lijeka i priznavao je da njegovi tretmani nisu u skladu s trenutnim znanstvenim razumijevanjem. Činjenica da njegovi tretmani nisu bili utemeljeni na znanstvenoj teoriji nije smetala Kneippu jer se smatralo da mogu uspjeti tamo gdje znanstvena medicina nije mogla.
Sebastian Kneipp posebno je predano pomagao siromašnima i onima kojima liječnici ne mogu pomoći. Njegova patnja u ranoj mladosti navela je Kneippa da razvije duboko suosjećanje prema onima koji su bili manje sretni od njega.Odbio je mnoge pacijente koji su se izvedivo mogli oporaviti sami, ali tvrdi da nikada nije odbio liječiti pacijenta koji je loš ili se ne može liječiti drugim metodama.

## Publikacije
Kneippova knjiga Moja kura vodom objavljena je 1886. s mnogim kasnijim izdanjima i prevedena na mnoge jezike. Također je napisao "Tako ćeš živjeti", "Moja volja" i Njega bolesne i zdrave djece.

## Naslijeđe
Kneipp je proširio definiciju zdravlja kako bi uključio holistički pogled koji je uključivao mentalne, društvene i duhovne aspekte. Pred kraj njegova života i nakon njegove smrti, stvorene su razne organizacije koje su podučavale njegove metode. Godine 1891. osnovao je Kneipp Bund, organizaciju koja do danas promiče liječenje vodom. U Americi su osnovana Kneippova društva koja su pod utjecajem Benedicta Lusta promijenila ime u Naturopatic Society of America. Danas postoji 600 organizacija koje su dio Kneipp Worldwide i postoji oko 1000 članova Međunarodnog društva Kneippovih liječnika. Nakon njegove smrti, njegovo liječenje postalo je dijelom glavne struje u njemačkoj medicini.
Nadvojvoda Josef posvetio je svoj medicinski atlas Kneippu. Kneippov lik bio je prikazan na pečatu. Njegov recept za kruh od cjelovitog zrna pšenice, nazvan Kneippbrød, kruh je koji se danas najčešće jede u Norveškoj